# Pierre Bettencourt
Pour les articles homonymes, voir Famille Bettencourt Meyers et Bettencourt.
 (septembre 2024).
Pierre Bettencourt, né le 28 juillet 1917 à Saint-Maurice-d'Ételan et mort le 13 avril 2006  à Stigny, est un écrivain, poète, éditeur, voyageur et peintre français.

## Biographie
Écrivain et plasticien, Pierre Bettencourt édite ses premiers textes sur sa propre presse à bras, dans la maison familiale de Saint-Maurice-d'Ételan, occupée par les Allemands.
Tout au long de sa vie, en plus de ses œuvres, il publiera aussi Antonin Artaud, Francis Ponge, Henri Michaux, Bernard Collin, Jean Dubuffet. De son côté, il écrira sous son propre nom, mais aussi sous pseudonyme. Ainsi, il signe de Jean Sadinet ses œuvres érotiques.
À partir de 1941, il se consacre à la typographie et publie, toujours sur sa presse, ses premiers livres aux colophons souvent singuliers, poétiques ou sarcastiques, mais aussi des textes inédits d'Henri Michaux (Tu vas être père), d'Antonin Artaud (Le Théâtre de Séraphin), de son ami Dubuffet (Plukifekler), de Francis Ponge (Le Galet), etc. Il n'hésitait pas à faire appel aux plus grands noms pour illustrer les livres qu'il éditait, tout en refusant la médiatisation.
À la sortie de la guerre, il effectue en bourlingueur, un voyage à moto en Corse en compagnie de son ami l’écrivain voyageur Jacques Chegaray, trajet qui se prolongera de manière inopinée par un voyage en Algérie.
En 1953, après un séjour à Saint-Michel-de-Chaillol avec Dubuffet, Bettencourt compose ses premiers hauts-reliefs où interviennent, sur des fonds peints, des matériaux non conventionnels (fragments d'ardoise, grains de café, coquilles d'œuf…) qui donnent aux figures leur texture singulière et leur épaisseur inquiétante.
Essentiellement thanato-érotiques, ces hauts-reliefs ressortissent du domaine de l'art brut. Ils expriment le caractère mystérieux et sacré de la vie en même temps qu'ils dévoilent avec une innocente crudité les fantasmes de l'artiste.
Bettencourt sera l'un des artistes contemporains exposé (et collectionné) par Daniel Cordier dans les années 1950-1960.
Pierre Bettencourt vivait à Stigny, depuis 1963. Il était marié à Monique Apple.

## Expositions et collections

### Expositions
- 1963 : galerie Daniel Cordier
- 1967-1970 : galerie Arditti
- 1983 : Musée d'art et d'industrie de Saint-Étienne
- 1991 : Centre d'art de l'Yonne, Tanlay
- 2008 : « Passeurs de frontières : Pierre Bettencourt, Gaston Chaissac, Louis Pons »[5]
- 2011-2012 : « Hey! modern art & pop culture », Halle Saint Pierre, musée d'Art Brut et d'Art Singulier, Paris
- 2017-2018 : " Pierre Bettencourt, Manifestement singulier ", Musée des Arts et Métiers du Livre, Montolieu[6]

### Collections
- Musée national d'art moderne, Paris
- Musée de Grenoble
- Centre d'art contemporain de l'abbaye d'Auberive
- Hôtel d'Agar, Cavaillon

## Décorations
- Commandeur de l'ordre des Arts et des Lettres Il est fait commandeur lors de la promotion du 16 juin 1994[7].

## Publications
- Jean Dubuffet, Poirer le papillon : Lettres de Jean Dubuffet à Pierre Bettencourt 1949-1985, Lettres Vives - Entre 4 Yeux, 2005 (ISBN 2-903721-26-2)
- Histoire naturelle réelle de l'imaginaire, Lettres Vives, 2007 (ISBN 978-2-914577-34-2)
- Petit dictionnaire de la pensée mammifère, Jannink - L'art en écrit, 2001 (ISBN 978-2-902462-69-8)
- Mille morts, Lettres Vives, 2004 (ISBN 978-2-914577-19-9)
- L'Océanie à bicyclette, Lettres Vives, 2003, 89 p. (ISBN 978-2-914577-17-5)
- Histoires à prendre ou à laisser, Lettres Vives, 2002 (ISBN 978-2-914577-10-6)
- Ecrit dans le vide, Lettres Vives, 2001 (ISBN 978-2-903721-10-7)
- Le Roi des Méduses : Suivi de Vingt-quatre phrases, Virgile, 2001 (ISBN 978-2-908007-27-5)
- Conversations avec Dieu, Lettres Vives, 2000 (ISBN 978-2-903721-95-4)
- Fables fraîches pour lire à jeun, Lettres Vives, 2000 (ISBN 978-2-903721-24-4)
- L'Intouchable, Lettres Vives, 1998 (ISBN 978-2-903721-17-6)
- Séjour chez les Big-Nambas, Rouen, L'Instant perpétuel, 1997, 80 p.  (ISBN 2-905598-43-3).
- Le dialogue interrompu, Lettera 1973.
- Les plaisirs du roi, Lettres vives, 1988.
- Le piège, suivi de Tante Claire, précédé de Incidents de voyage chez les Morphosiens, Le Passeur, 1994.

#### Littérature
- Présentation de Pierre Bettencourt sur l'Encyclopædia universalis
- Présentation de Pierre Bettencourt (extrait d'un entretien pour le Matricule des anges) et extraits de textes sur Koikadit.net
- « Pierre Bettencourt : l'homme ébloui », article d'Éric Naulleau (le Matricule des anges)
- Article sur Pierre Bettencourt sur In girum imus nocte et consumimur igni (avec deux œuvres de Pierre Bettencourt)
- « les Fables de Bettencourt » et « les Fables de Bettencourt (fin) », articles d'Alain Garric dans Libération (28 et 29 mars 1997)
- « Pierre Bettencourt, éditeur de livres graphiques », in Poésie et Images, Texte/Images, février 2017, article de Sophie Lesiewicz
- Exposition virtuelle Pierre Bettencourt, sous le signe du Désordre sur le site de la Bibliothèque littéraire Jacques Doucet Bibliothèque littéraire Jacques Doucet (Sophie Lesiewicz commissaire scientifique), 2017

#### Art
- Exposition de Pierre Bettencourt (« Les papillons de Pierre Bettencourt ») sur le site de Connaissance des arts
- Cinq œuvres de Pierre Bettencourt et article « l'Épître aux vivants de Pierre Bettencourt » par Olivier Capparos
- Exposition virtuelle Pierre Bettencourt, sous le signe du Désordre sur le site de la Bibliothèque littéraire Jacques Doucet (Sophie Lesiewicz commissaire scientifique), 2017